# Velká cena Katalánska silničních motocyklů 2008
Velká cena Katalánska se uskutečnila od 6.–8. června 2008 na okruhu Circuit de Catalunya.

## MotoGP
Poslední závody ukázaly,že italská továrna Ducati se stala opět konkurenceschopnou. Rossi a Pedrosa však nechtěli své postavení v šampionátu ztratit,a tak přijeli do Barcelony s nejvyššímy ambicemi. Zvláště pak domácí Daniel Pedrosa. Všichni tři hlavní favorité zde dokázali už vyhrát. Valentino Rossi v roce 1997-1999,2001-2002 a 2004-2006. Daniel Pedrosa v roce 2003 a 2005 a Casey Stoner přijel do Katalánska jako obhájce loňského prvenství.
Michelin v Itálii vůbec poprvé nevyhrál závod,když jeho nejlepším jezdcem byl na třetím místě Daniel Pedrosa. Technici to sváděli na nepřízeň počasí v trénincích.
Jorge Lorenzo nemohl pro zranění nastoupit do domácí velké ceny. V Pátečním volném tréninku upadl a musel být odnesen a převezen do místní nemocnice. Účast v závodě se pak ukázala být nemožná.

### Kvalifikace
| *                                               | *                                               | *                                                 |
| _______1_______ Casey Stoner Ducati 1:41.186    |                                                 |                                                   |
|                                                 | _______2_______ Daniel Pedrosa Honda 1:41.269   |                                                   |
|                                                 |                                                 | _______3_______ Nicky Hayden Honda 1:41.437       |
| _______4_______ Randy de Puniet Honda 1:41.571  |                                                 |                                                   |
|                                                 | _______5_______ Colin Edwards Yamaha 1:41.609   |                                                   |
|                                                 |                                                 | _______6_______ James Toseland Yamaha 1:41.820    |
| _______7_______ Andrea Dovizioso Honda 1:42.053 |                                                 |                                                   |
|                                                 | _______8_______ Chris Vermeulen Suzuki 1:42.365 |                                                   |
|                                                 |                                                 | _______9_______ Valentino Rossi Yamaha 1:42.427   |
| _______10_______ Alex de Angelis Honda 1:42.580 |                                                 |                                                   |
|                                                 | _______11_______ Shinya Nakano Honda 1:42.643   |                                                   |
|                                                 |                                                 | _______12_______ Loris Capirossi Suzuki 1:42.648  |
| _______13_______ Toni Elias Ducati 1:42.808     |                                                 |                                                   |
|                                                 | _______14_______ John Hopkins Kawasaki 1:42.819 |                                                   |
|                                                 |                                                 | _______15_______ Sylvain Guintoli Ducati 1:43.204 |
| _______16_______ Marco Melandri Ducati 1:43.719 |                                                 |                                                   |
|                                                 | _______17_______ Anthony West Kawasaki 1:44.558 |                                                   |
| ----------------------------------------------- | ----------------------------------------------- | ------------------------------------------------- |

### Závod
| Pozice | #  | Jezdec           | Stroj    | Kola | Čas       | Rošt | Body |
| ------ | -- | ---------------- | -------- | ---- | --------- | ---- | ---- |
| 1      | 2  | Daniel Pedrosa   | Honda    | 25   | 43:02.175 | 2    | 25   |
| 2      | 46 | Valentino Rossi  | Yamaha   | 25   | +2.806    | 9    | 20   |
| 3      | 1  | Casey Stoner     | Ducati   | 25   | +3.343    | 1    | 16   |
| 4      | 34 | Andrea Dovizioso | Honda    | 25   | +10.893   | 7    | 13   |
| 5      | 5  | Colin Edwards    | Yamaha   | 25   | +16.426   | 5    | 11   |
| 6      | 52 | James Toseland   | Yamaha   | 25   | +21.482   | 6    | 10   |
| 7      | 7  | Chris Vermeulen  | Suzuki   | 25   | +21.548   | 8    | 9    |
| 8      | 69 | Nicky Hayden     | Honda    | 25   | +22.280   | 3    | 8    |
| 9      | 56 | Shinya Nakano    | Honda    | 25   | +22.375   | 11   | 7    |
| 10     | 21 | John Hopkins     | Kawasaki | 25   | +46.835   | 14   | 6    |
| 11     | 33 | Marco Melandri   | Ducati   | 25   | +57.991   | 16   | 5    |
| 12     | 13 | Anthony West     | Kawasaki | 25   | +59.168   | 17   | 4    |
| 13     | 50 | Sylvain Guintoli | Ducati   | 25   | +1:00.779 | 15   | 3    |
| Ret    | 14 | Randy de Puniet  | Honda    | 11   | Nehoda    | 4    |      |
| Ret    | 15 | Alex de Angelis  | Honda    | 10   | Kolize    | 10   |      |
| Ret    | 65 | Loris Capirossi  | Suzuki   | 10   | Kolize    | 12   |      |
| DSQ    | 24 | Toni Elias       | Ducati   |      |           | 13   |      |

### Průběžná klasifikace jezdců a týmů
| Pos | #  | Jezdec           | Stroj  | Body |
| --- | -- | ---------------- | ------ | ---- |
| 1   | 46 | Valentino Rossi  | Yamaha | 142  |
| 2   | 2  | Daniel Pedrosa   | Honda  | 135  |
| 3   | 48 | Jorge Lorenzo    | Yamaha | 94   |
| 4   | 1  | Casey Stoner     | Ducati | 92   |
| 5   | 5  | Colin Edwards    | Yamaha | 69   |
| 6   | 4  | Andrea Dovizioso | Honda  | 57   |
| 7   | 52 | James Toseland   | Yamaha | 53   |
| 8   | 65 | Loris Capirossi  | Suzuki | 51   |
| 9   | 69 | Nicky Hayden     | Honda  | 48   |
| 10  | 56 | Shinya Nakano    | Honda  | 42   |

| Pos | Tým                     | Továrna  | Body |
| --- | ----------------------- | -------- | ---- |
| 1   | Fiat Yamaha Team        | Yamaha   | 236  |
| 2   | Repsol Honda Team       | Honda    | 185  |
| 3   | Tech 3 Yamaha           | Yamaha   | 122  |
| 4   | Ducati Marlboro Team    | Ducati   | 121  |
| 5   | Rizla Suzuki MotoGP     | Suzuki   | 91   |
| 6   | San Carlo Honda Gresini | Honda    | 66   |
| 7   | JiR Team Scot MotoGP    | Honda    | 52   |
| 8   | Kawasaki Racing Team    | Kawasaki | 42   |
| 9   | Alice Team              | Ducati   | 39   |
| 10  | LCR Honda MotoGP        | Honda    | 18   |

| Pos | Továrna  | Body |
| --- | -------- | ---- |
| 1   | Yamaha   | 160  |
| 2   | Honda    | 135  |
| 3   | Ducati   | 97   |
| 4   | Suzuki   | 63   |
| 5   | Kawasaki | 35   |

## 250cc

### Kvalifikace
| *                                                 | *                                                   | *                                                  | *                                                  |
| _______1_______ Alvaro Bautista Aprilia 1:45.636  |                                                     |                                                    |                                                    |
|                                                   | _______2_______ Alex Debon Aprilia 1:45.767         |                                                    |                                                    |
|                                                   |                                                     | _______3_______ Hector Barbera Aprilia 1:46.062    |                                                    |
|                                                   |                                                     |                                                    | _______4_______ Marco Simoncelli Gilera 1:46.295   |
| _______5_______ Mattia Pasini Aprilia 1:46.363    |                                                     |                                                    |                                                    |
|                                                   | _______6_______ Hector Faubel Aprilia 1:46.594      |                                                    |                                                    |
|                                                   |                                                     | _______7_______ Yuki Takahashi Honda 1:46.668      |                                                    |
|                                                   |                                                     |                                                    | _______8_______ Hiroshi Aoyama KTM 1:46.856        |
| _______9_______ Mika Kallio KTM 1:46.952          |                                                     |                                                    |                                                    |
|                                                   | _______10_______ Julian Simon KTM 1:47.121          |                                                    |                                                    |
|                                                   |                                                     | _______11_______ Roberto Locatelli Gilera 1:47.190 |                                                    |
|                                                   |                                                     |                                                    | _______12_______ Thomas Lüthi Aprilia 1:47.207     |
| _______13_______ Aleix Espargaro Aprilia 1:47.422 |                                                     |                                                    |                                                    |
|                                                   | _______14_______ Ratthapark Wilairot Honda 1:47.510 |                                                    |                                                    |
|                                                   |                                                     | _______15_______ Karel Abraham Aprilia 1:47.510    |                                                    |
|                                                   |                                                     |                                                    | _______16_______ Lukáš Pešek Aprilia 1:47.666      |
| _______17_______ Manuel Poggiali Gilera 1:47.728  |                                                     |                                                    |                                                    |
|                                                   | _______18_______ Fabrizio Lai Gilera 1:47.818       |                                                    |                                                    |
|                                                   |                                                     | _______19_______ Alex Baldolini Aprilia 1:49.272   |                                                    |
|                                                   |                                                     |                                                    | _______20_______ Eugene Laverty Aprilia 1:49.392   |
| _______21_______ Russel Gomez Aprilia 1:49.618    |                                                     |                                                    |                                                    |
|                                                   | _______22_______ Imre Toth Aprilia 1:49.776         |                                                    |                                                    |
|                                                   |                                                     | _______23_______ Daniel Arcas Honda 1:50.186       |                                                    |
|                                                   |                                                     |                                                    | _______24_______ Doni Tata Pradita Yamaha 1:50.450 |
| ------------------------------------------------- | --------------------------------------------------- | -------------------------------------------------- | -------------------------------------------------- |

### Závod
| Pozice | #  | Jezdec              | Stroj   | Kola | Čas       | Rošt | Body |
| ------ | -- | ------------------- | ------- | ---- | --------- | ---- | ---- |
| 1      | 58 | Marco Simoncelli    | Gilera  | 23   | 41:01.859 | 4    | 25   |
| 2      | 19 | Alvaro Bautista     | Aprilia | 23   | +0.039    | 1    | 20   |
| 3      | 21 | Hector Barbera      | Aprilia | 23   | +11.291   | 3    | 16   |
| 4      | 6  | Alex Debon          | Aprilia | 23   | +21.373   | 2    | 13   |
| 5      | 12 | Thomas Lüthi        | Aprilia | 23   | +26.621   | 12   | 11   |
| 6      | 75 | Mattia Pasini       | Aprilia | 23   | +26.720   | 5    | 10   |
| 7      | 4  | Hiroshi Aoyama      | KTM     | 23   | +35.818   | 8    | 9    |
| 8      | 55 | Hector Faubel       | Aprilia | 23   | +36.321   | 6    | 8    |
| 9      | 60 | Julian Simon        | KTM     | 23   | +36.964   | 10   | 7    |
| 10     | 52 | Lukáš Pešek         | Aprilia | 23   | +41.237   | 16   | 6    |
| 11     | 14 | Ratthapark Wilairot | Honda   | 23   | +52.391   | 14   | 5    |
| 12     | 72 | Yuki Takahashi      | Honda   | 23   | +56.656   | 7    | 4    |
| 13     | 25 | Alex Baldolini      | Aprilia | 23   | +59.282   | 19   | 3    |
| 14     | 54 | Manuel Poggiali     | Gilera  | 23   | +1:02.503 | 17   | 2    |
| 15     | 32 | Fabrizio Lai        | Gilera  | 23   | +1:02.656 | 18   | 1    |
| 16     | 50 | Eugene Laverty      | Aprilia | 23   | +1:07.418 | 20   |      |
| 17     | 7  | Russel Gomez        | Aprilia | 22   | +1 kolo   | 21   |      |
| 18     | 45 | Doni Tata Pradita   | Yamaha  | 22   | +1 kolo   | 24   |      |
| Ret    | 36 | Mika Kallio         | KTM     | 19   | Porucha   | 9    |      |
| Ret    | 10 | Imre Toth           | Aprilia | 9    | Porucha   | 22   |      |
| Ret    | 17 | Karel Abraham       | Aprilia | 7    | Nehoda    | 15   |      |
| Ret    | 41 | Aleix Espargaro     | Aprilia | 2    | Porucha   | 13   |      |
| Ret    | 92 | Daniel Arcas        | Honda   | 2    | Nehoda    | 23   |      |
| Ret    | 15 | Roberto Locatelli   | Gilera  | 0    | Nehoda    | 11   |      |

### Průběžná klasifikace jezdců a týmů
| Pos | #  | Jezdec           | Stroj   | Body |
| --- | -- | ---------------- | ------- | ---- |
| 1   | 36 | Mika Kallio      | KTM     | 106  |
| 2   | 58 | Marco Simoncelli | Gilera  | 103  |
| 3   | 75 | Mattia Pasini    | Aprilia | 98   |
| 4   | 6  | Alex Debon       | Aprilia | 92   |
| 5   | 4  | Hiroshi Aoyama   | KTM     | 70   |
| 6   | 21 | Hector Barbera   | Aprilia | 69   |
| 7   | 72 | Yuki Takahashi   | Honda   | 63   |
| 8   | 19 | Alvaro Bautista  | Aprilia | 61   |
| 9   | 12 | Thomas Lüthi     | Aprilia | 46   |
| 10  | 60 | Julian Simon     | KTM     | 43   |

| Pos | Továrna | Body |
| --- | ------- | ---- |
| 1   | Aprilia | 151  |
| 2   | Gilera  | 119  |
| 3   | KTM     | 115  |
| 4   | Honda   | 70   |
| 5   | Yamaha  | 1    |

## 125cc

### Kvalifikace
| *                                                  | *                                                     | *                                                   | *                                                  |
| _______1_______ Pol Espargaro Derbi 1:50.557       |                                                       |                                                     |                                                    |
|                                                    | _______2_______ Mike Di Meglio Derbi 1:50.696         |                                                     |                                                    |
|                                                    |                                                       | _______3_______ Nicolas Terol Aprilia 1:50.740      |                                                    |
|                                                    |                                                       |                                                     | _______4_______ Scott Redding Aprilia 1:51.101     |
| _______5_______ Simone Corsi Aprilia 1:51.365      |                                                       |                                                     |                                                    |
|                                                    | _______6_______ Sergio Gadea Aprilia 1:51.399         |                                                     |                                                    |
|                                                    |                                                       | _______7_______ Gábor Talmácsi Aprilia 1:51.436     |                                                    |
|                                                    |                                                       |                                                     | _______8_______ Bradley Smith Aprilia 1:51.439     |
| _______9_______ Andrea Iannone Aprilia 1:51.500    |                                                       |                                                     |                                                    |
|                                                    | _______10_______ Joan Olive Derbi 1:51.518            |                                                     |                                                    |
|                                                    |                                                       | _______11_______ Sandro Cortese Aprilia 1:51.564    |                                                    |
|                                                    |                                                       |                                                     | _______12_______ Raffaele de Rosa Aprilia 1:51.566 |
| _______13_______ Stefan Bradl Aprilia 1:51.593     |                                                       |                                                     |                                                    |
|                                                    | _______14_______ Marc Marquez KTM 1:51.650            |                                                     |                                                    |
|                                                    |                                                       | _______15_______ Efren Vazquez Aprilia 1:51.780     |                                                    |
|                                                    |                                                       |                                                     | _______16_______ Stevie Bonsey Aprilia 1:51.932    |
| _______17_______ Dominique Aegerter Derbi 1:51.976 |                                                       |                                                     |                                                    |
|                                                    | _______18_______ Randy Krummenacher KTM 1:52.074      |                                                     |                                                    |
|                                                    |                                                       | _______19_______ Takaaki Nakagami Aprilia 1:52.076  |                                                    |
|                                                    |                                                       |                                                     | _______20_______ Pablo Nieto KTM 1:52.080          |
| _______21_______ Danny Webb Aprilia 1:52.161       |                                                       |                                                     |                                                    |
|                                                    | _______22_______ Tomoyoshi Koyama KTM 1:52.250        |                                                     |                                                    |
|                                                    |                                                       | _______23_______ Alexis Masbou Loncin 1:52.428      |                                                    |
|                                                    |                                                       |                                                     | _______24_______ Lorenzo Zanetti KTM 1:52.428      |
| _______25_______ Robin Lasser Aprilia 1:52.474     |                                                       |                                                     |                                                    |
|                                                    | _______26_______ Stefano Bianco Aprilia 1:52.593      |                                                     |                                                    |
|                                                    |                                                       | _______27_______ Michael Ranseder Aprilia 1:52.769  |                                                    |
|                                                    |                                                       |                                                     | _______28_______ Pere Tutusaus Aprilia 1:52.806    |
| _______29_______ Jules Cluzel Loncin 1:53.345      |                                                       |                                                     |                                                    |
|                                                    | _______30_______ Axel Pons Aprilia 1:53.532           |                                                     |                                                    |
|                                                    |                                                       | _______31_______ Hugo van den Berg Aprilia 1:53.560 |                                                    |
|                                                    |                                                       |                                                     | _______32_______ Robert Muresan Aprilia 1:53.607   |
| _______33_______ Ricard Cardus Aprilia 1:53.698    |                                                       |                                                     |                                                    |
|                                                    | _______34_______ Roberto Lacalendola Aprilia 1:54.090 |                                                     |                                                    |
|                                                    |                                                       | _______35_______ Louis Rossi Honda 1:54.190         |                                                    |
|                                                    |                                                       |                                                     | _______36_______ Jordi Dalmau Honda 1:54.944       |
| _______37_______ Daniel Saez Aprilia 1:55.022      |                                                       |                                                     |                                                    |
|                                                    | _______38_______ Ivan Maestro Aprilia 1:55.681        |                                                     |                                                    |
| -------------------------------------------------- | ----------------------------------------------------- | --------------------------------------------------- | -------------------------------------------------- |

### Závod
| Pozice | #  | Jezdec              | Stroj   | Kola | Čas       | Rošt | Body |
| ------ | -- | ------------------- | ------- | ---- | --------- | ---- | ---- |
| 1      | 63 | Mike Di Meglio      | Derbi   | 22   | 41:08.708 | 2    | 25   |
| 2      | 44 | Pol Espargaro       | Derbi   | 22   | +0.268    | 1    | 20   |
| 3      | 1  | Gábor Talmácsi      | Aprilia | 22   | +0.338    | 7    | 16   |
| 4      | 17 | Stefan Bradl        | Aprilia | 22   | +8.765    | 13   | 13   |
| 5      | 24 | Simone Corsi        | Aprilia | 22   | +10.141   | 5    | 11   |
| 6      | 45 | Scott Redding       | Aprilia | 22   | +11.178   | 4    | 10   |
| 7      | 51 | Stevie Bonsey       | Aprilia | 22   | +13.671   | 16   | 9    |
| 8      | 11 | Sandro Cortese      | Aprilia | 22   | +13.755   | 11   | 8    |
| 9      | 33 | Sergio Gadea        | Aprilia | 22   | +15.541   | 6    | 7    |
| 10     | 93 | Marc Marquez        | KTM     | 22   | +18.962   | 14   | 6    |
| 11     | 99 | Danny Webb          | Aprilia | 22   | +22.653   | 21   | 5    |
| 12     | 77 | Dominique Aegerter  | Derbi   | 22   | +24.928   | 17   | 4    |
| 13     | 71 | Tomoyoshi Koyama    | KTM     | 22   | +25.013   | 22   | 3    |
| 14     | 38 | Bradley Smith       | Aprilia | 22   | +25.059   | 8    | 2    |
| 15     | 34 | Randy Krummenacher  | KTM     | 22   | +25.188   | 18   | 1    |
| 16     | 7  | Efren Vazquez       | Aprilia | 22   | +25.352   | 15   |      |
| 17     | 60 | Michael Ranseder    | Aprilia | 22   | +25.541   | 27   |      |
| 18     | 27 | Stefano Bianco      | Aprilia | 22   | +31.365   | 26   |      |
| 19     | 30 | Pere Tutusaus       | Aprilia | 22   | +42.899   | 28   |      |
| 20     | 16 | Jules Cluzel        | Loncin  | 22   | +43.469   | 29   |      |
| 21     | 56 | Hugo van den Berg   | Aprilia | 22   | +56.930   | 31   |      |
| 22     | 73 | Takaaki Nakagami    | Aprilia | 22   | +1:01.318 | 19   |      |
| 23     | 19 | Roberto Lacalendola | Aprilia | 22   | +1:02.867 | 34   |      |
| 24     | 95 | Roberto Muresan     | Aprilia | 22   | +1:17.370 | 32   |      |
| 25     | 69 | Louis Rossi         | Honda   | 22   | +1:18.790 | 35   |      |
| 26     | 75 | Ricard Cardus       | Derbi   | 22   | +1:27.350 | 33   |      |
| 27     | 78 | Daniel Saez         | Aprilia | 22   | +1:28.736 | 37   |      |
| Ret    | 14 | Axel Pons           | Aprilia | 21   | Nehoda    | 30   |      |
| Ret    | 18 | Nicolas Terol       | Aprilia | 20   | Nehoda    | 3    |      |
| Ret    | 35 | Raffaele de Rosa    | Aprilia | 20   | Porucha   | 12   |      |
| Ret    | 6  | Joan Olive          | Derbi   | 19   | Nehoda    | 10   |      |
| Ret    | 29 | Andrea Iannone      | Aprilia | 17   | Nehoda    | 9    |      |
| Ret    | 21 | Robin Lasser        | Aprilia | 17   | Nehoda    | 25   |      |
| Ret    | 8  | Lorenzo Zanetti     | KTM     | 14   | Porucha   | 24   |      |
| Ret    | 5  | Alexis Masbou       | Loncin  | 13   | Nehoda    | 23   |      |
| Ret    | 31 | Jordi Dalmau        | Honda   | 11   | Nehoda    | 36   |      |
| Ret    | 76 | Ivan Maestro        | Aprilia | 10   | Nehoda    | 38   |      |
| Ret    | 22 | Pablo Nieto         | KTM     | 1    | Porucha   | 20   |      |

### Průběžná klasifikace jezdců a týmů
| Pos | #  | Jezdec         | Stroj   | Body |
| --- | -- | -------------- | ------- | ---- |
| 1   | 63 | Mike Di Meglio | Derbi   | 112  |
| 2   | 24 | Simone Corsi   | Aprilia | 98   |
| 3   | 17 | Stefan Bradl   | Aprilia | 77   |
| 4   | 18 | Nicolas Terol  | Aprilia | 75   |
| 5   | 44 | Pol Espargaro  | Derbi   | 75   |
| 6   | 1  | Gábor Talmácsi | Aprilia | 68   |
| 7   | 6  | Joan Olive     | Derbi   | 65   |
| 8   | 33 | Sergio Gadea   | Aprilia | 49   |
| 9   | 58 | Bradley Smith  | Aprilia | 49   |
| 10  | 29 | Andrea Iannone | Aprilia | 47   |

| Pos | Továrna | Body |
| --- | ------- | ---- |
| 1   | Aprilia | 161  |
| 2   | Derbi   | 134  |
| 3   | KTM     | 36   |
| 4   | Loncin  | 1    |

| Předchozí Velká cena: Velká cena Itálie 2008 | Mistrovství světa silničních motocyklů 2008 | Následující Velká cena: Velká cena Velké Británie 2008 |
| Předchozí ročník: Velká cena Katalánska 2007 | Velká cena Katalánska                       | Následující ročník: Velká cena Katalánska 2009         |